# Weimarforfatningen
Weimarforfatningen (Weimarer Reichsverfassung, officielt Verfassung des Deutschen Reiches, Det Tyske Riges forfatning) var Tysklands forfatning fra 1919 til 1933. Den foreskrev en parlamentarisk-demokratisk og føderativ republik, hvor magten skulle udgå fra folket. Dele af den weimarske rigsforfatning (artiklerne 136, 137, 138 og 141) er formelt stadig en del af den nuværende tyske grundlov.
Weimarforfatningen blev udarbejdet af den liberale politiker og jurist Hugo Preuss med udgangspunkt i forfatningerne fra 1849 og 1871. Den blev vedtaget 31. juli 1919 af nationalforsamlingen, som mødtes i Weimar, og underskrevet af statspræsident Friedrich Ebert 11. august samme år. Den trådte i kraft 14. august.
Forfatningen bestod af to hoveddele, opbygning og opgaver for Riget og grundrettigheder og grundpligter for tyske borgere. Den indebar en stor demokratisering i forhold til forfatningen af 1871. Stemmeretsalderen blev reduceret til 20 år, ægtefolks rettigheder blev sikret, og der blev åbnet for folkeinitiativer og folkeafstemninger. Retsfilosofisk var forfatningen præget af en retspositivistisk grundindstilling, som gav sig udtryk i, at forfatningen udtrykkelig slog fast, at hele forfatningen kunne ændres af et nyt politisk flertal.
Forfatningens officielle navn var det samme som for forfatningen af 1871.

## Opbygning af forfatningen
- Præambel
- Første hoveddel: Aufbau und Aufgaben des Reiches (opbygning og opgaver for Riget)
  - Første afsnit: Reich und Länder (rige og land (delstater))
  - Andet afsnit: Der Reichstag (Rigsdagen)
  - Tredje afsnit: Der Reichspräsident und die Reichsregierung (rigspræsidenten og rigsregeringen)
  - Fjerde afsnit: Der Reichsrat (Rigsrådet)
  - Femte afsnit: Die Reichsgesetzgebung (rigslovgivningen)
  - Sjette afsnit: Die Reichsverwaltung (rigsforvaltningen)
  - Syvende afsnit: Die Rechtspflege (retsplejen)
- Anden hoveddel: Grundrechte und Grundpflichten der Deutschen (grundrettigheder og grundpligter for tyske borgere)
  - Første afsnit: Die Einzelperson (enkelpersonen)
  - Andet afsnit: Das Gemeinschaftsleben (samfundslivet)
  - Tredje afsnit: Religion und Religionsgesellschaften (religion og religionssamfund)
  - Fjerde afsnit: Bildung und Schule (uddannelse og skole)
  - Femte afsnit: Das Wirtschaftsleben (erhvervslivet)
- Übergangs- und Schlussbestimmungen (overgangsbestemmelser m.v.)

## Eksterne links
- Deutsches Historisches Museum: Der Text der Verfassung
- Documentarchiv.de: Der Text der Verfassung